# لانتيس
شركة لانتيس المحدودة (باليابانية: 株式会社ランティス) هي شركة نشر موسيقى يابانية، . تأسست في 26 نوفمبر 1999. يقع مقرها في شيبويا، طوكيو، اليابان. هي تابعة لبانداي البصرية المحدودة حيث استحوذت عليها في مايو 2006. تهتم الشركة بالموسيقيين اليابانيين وموسيقى الأنمي وموسيقى ألعاب الفيديو.

## الفنانون
- دايسكي هيراكاوا
- دايسكي أونو
- هيرونوبو كاغياما
- هيكيرو شينا
- هيساكو كانيموتو
- كاناي إيتو
- كينيتشي سزمرا
- كينشو أونو
- ماي ناكاهارا
- ماسمي إيتو
- ميغومي أوغاتا
- مينوري تشيهارا
- مينورو شيرايشي
- ميتسو إيواتا
- ريوكو شينتاني
- شيزكا إيتو
- شو هايامي
- تاكوما تيراشيما
- تاتسهيسا سوزوكي
- تتسيا كاكيهارا
- توشيوكي موريكاوا
- يوكو غوتو

## وصلات خارجية
- لانتيس على موقع ANN company (الإنجليزية)

- الموقع الإلكتروني